# Schadewitz (Calau)
Schadewitz, niedersorbisch Škódow, ist ein bewohnter Gemeindeteil in Kemmen, einem Ortsteil der Stadt Calau im nördlichen Teil des südbrandenburgischen Landkreises Oberspreewald-Lausitz.

## Lage
Schadewitz liegt in der Niederlausitz im Naturpark Niederlausitzer Landrücken an der Kleptna. Einen Kilometer südöstlich von Schadewitz liegt Kemmen. Südlich bis südwestlich befindet sich der Calauer Ortsteil Gollmitz. Von Südwesten bis Nordwesten folgen Craupe, Groß Mehßow mit Klein Mehßow und Mallenchen. Im Norden grenzt Schadewitz an Buckow. Nordöstlich liegen der Gemeindeteil Säritz und die Stadt Calau.

## Geschichte

### Ortsgeschichte
Schadewitz wurde 1434 mit der Schreibung Schadewitcz erstmals erwähnt. Der Name lässt sich auf den niedersorbischen Personennamen Škoda zurückführen. Im Deutschen könnte diesem Name Schkode aber auch Schaden entsprechen. Im 15. Jahrhundert wurde der Ort als Schadewitz genannt, die sorbischen Namensvariante Schkodow im Jahr 1761.
Im Ergebnis des Wiener Kongresses kam Schadwitz an das Königreich Preußen und gehörte zum Landkreis Calau. Am 1. Januar 1926 wurde Schadewitz nach Kemmen eingegliedert. Nach dem Zweiten Weltkrieg gehörten Kemmen und Schadewitz zum 1952 neugegründeten Kreis Calau. In den 1980er Jahren lag Schadewitz in einem Bergbauschutzgebiet des Feldes Calau-Süd im Lausitzer Braunkohlerevier und war durch die Devastierung bedroht. Nach der Wende wurden die Planungen zur Öffnung des Feldes wieder verworfen.
Am 26. Oktober 2003 wurde Kemmen mit Schadewitz sowie mit den Orten Mlode, Groß Mehßow, Saßleben, Bolschwitz und Werchow in die Stadt Calau eingegliedert. Seit 2010 gehört Schadewitz zum Kirchenkreis Niederlausitz.

### Bevölkerungsentwicklung
| Einwohnerentwicklung in Schadewitz von 1875 bis 1925 | Einwohnerentwicklung in Schadewitz von 1875 bis 1925 | Einwohnerentwicklung in Schadewitz von 1875 bis 1925 | Einwohnerentwicklung in Schadewitz von 1875 bis 1925 | Einwohnerentwicklung in Schadewitz von 1875 bis 1925 | Einwohnerentwicklung in Schadewitz von 1875 bis 1925 | Einwohnerentwicklung in Schadewitz von 1875 bis 1925 | Einwohnerentwicklung in Schadewitz von 1875 bis 1925 |
| Jahr                                                 | Einwohner                                            | Jahr                                                 | Einwohner                                            | Jahr                                                 | Einwohner                                            | Jahr                                                 | Einwohner                                            |
| ---------------------------------------------------- | ---------------------------------------------------- | ---------------------------------------------------- | ---------------------------------------------------- | ---------------------------------------------------- | ---------------------------------------------------- | ---------------------------------------------------- | ---------------------------------------------------- |
| 1875                                                 | 78                                                   | 1890                                                 | 74                                                   | 1910                                                 | 62                                                   | 1925                                                 | 60                                                   |

## Sehenswürdigkeiten
Westlich des Dorfes befinden sich im Wald zwei Findlinge, die Teufelssteine.

## Wirtschaft und Infrastruktur

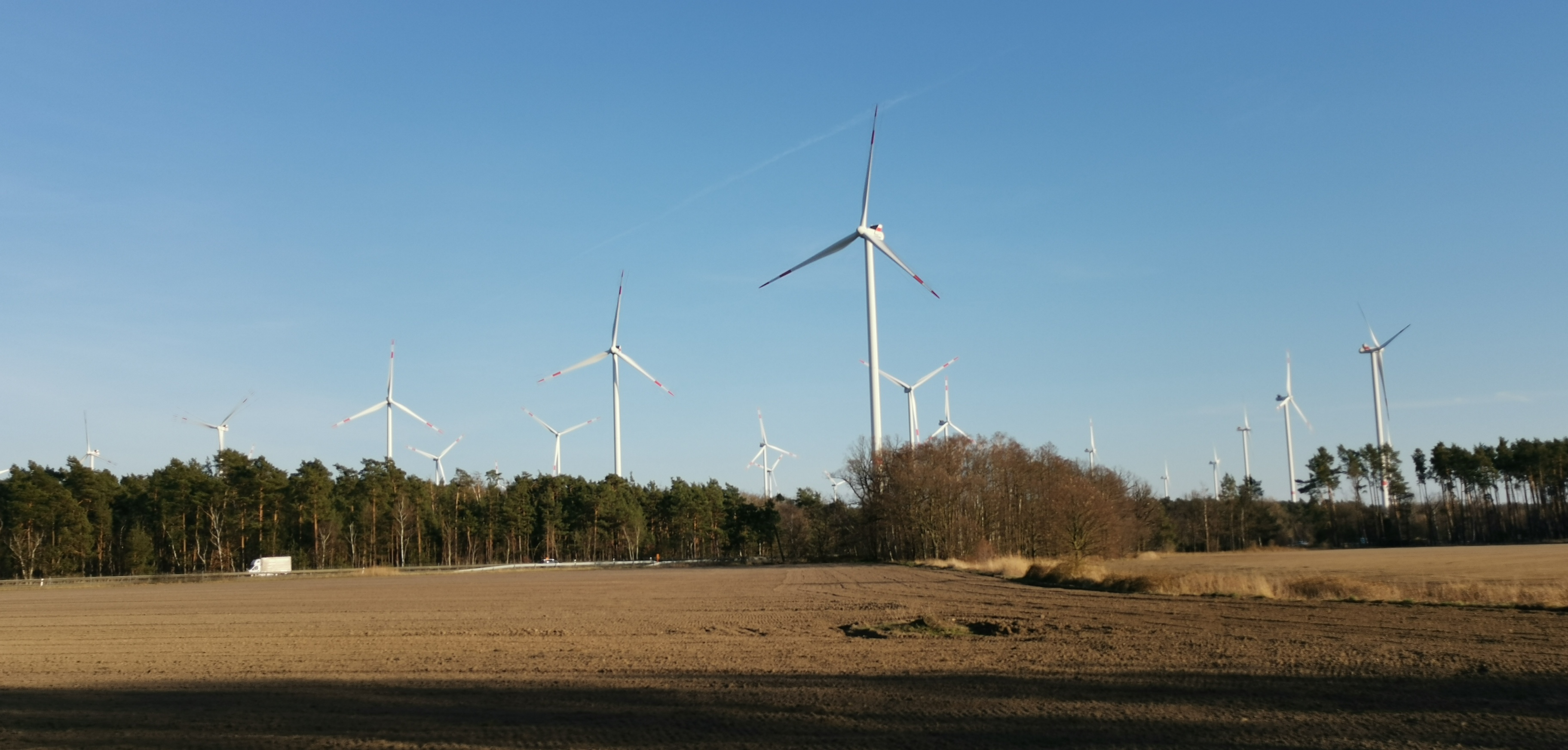
Windpark Schadewitz

Westlich des Ortes verläuft die Bundesautobahn 13 und nördlich die Bundesautobahn 15. Unweit von Schadewitz befinden sich vier Windkraftanlagen, die um 12 bis 16 weitere erweitert werden sollen. Der Windpark würde eine Größe von über 316 Hektar haben.